# Legend of Illusion Starring Mickey Mouse
Legend of Illusion é um jogo para o console Master System estrelado por Mickey Mouse. Foi lançado para o Game Gear em 1995, com uma versão do Master System lançada no Brasil no final de 1998. Foi lançado no final da era do Master System, numa tentativa de dar sobrevida ao Console, que vinha a cada dia perdendo mais espaço para os Consoles de 16 bits.

## Recepção e crítica
Ao contrário de seus predecessores Castle of Illusion e Land of Illusion, não fez muito sucesso.
GamePro moderadamente criticou os sons, a falta de desafio e os controles limitados do Game Gear, mas elogiou a  "qualidade gráfica Disney" e concluiu que o jogo "vale a pena jogar".